# Толстяков, Павел Нилович
Павел Нилович Толстяков (16 декабря (28 декабря) 1880, Москва , Российская империя — 25 мая 1938) — русский и советский композитор, хоровой дирижёр. фольклорист.

## Биография
В 1902 году окончил Московское Синодальное училище церковного пения. В 1904—1907 годах работал учителем пения и музыки Екатерининского учительского института и Александринского института благородных девиц в г. Тамбове.
С 1905 года преподавал пение в младших классах. С 1907 года — помощник регента хора. В 1913 году получил диплом Санкт-Петербургской консерватории.
С 1907 года был хормейстером Мариинской оперы в Санкт-Петербурге, позже в 1921—1933 годах — Харьковской и с 1933 г. — Одесской опер.

## Творчество
Автор духовных сочинений (в том числе «Песня кузнеца»), произведений для фортепиано, обработка 20 украинских народных песен.
Тесно сотрудничал с кинорежиссёром Иваном Кавалеридзе. Автор музыки к кинофильмам: «Ливень» (1929), «Перекоп» (1930), «Колиивщина» (1933), «Прометей» (1936, в соавторстве с А. Баланчивадзе) и др.